# Oudon (Loara Atlantycka)
Oudon – miejscowość i gmina we Francji, w regionie Kraj Loary, w departamencie Loara Atlantycka.
Według danych na rok 2010 gminę zamieszkiwało 3355 osób, a gęstość zaludnienia wynosiła 151 osób/km².